# Ново-Криворожская волость
Ново-Криворожская волость (до 4 августа 1920 года — Криворогская волость) — административно-территориальная единица Херсонского уезда Херсонской губернии Российской империи и Криворожского уезда Екатеринославской губернии с центром в местечке Кривой Рог. 

## История
Волость образована в 1861 году.
26 февраля 1919 года вошла в состав новообразованного Криворожского уезда.
4 августа 1920 года НКВД УССР принял решение о переименовании Криворожской волости в Новокриворожскую с переносом центра волости из города Кривой Рог в село Новый Кривой Рог.
В марте 1922 года из части территорий образована Долгинцевская волость.
Упразднена 7 марта 1923 года.

## Характеристика
Центром волости было местечко Кривой Рог, в котором находилось волостное правление.
Граничила с Екатеринославской губернией и Моисеевской волостью Александрийского уезда Херсонской губернии на севере, с Михайловской волостью на востоке, Широковской на юге, Николаевской 1 и Николаевской 2 на западе.

### На 1886 год
Входила в третий стан Херсонского уезда. Состояла из 8 селений в составе 1270 дворов. Население в пределах волостной территории 7028 человек (3680 мужского пола и 3348 женского).
| Собственность  | Площадь (в т. ч. пахотной) |
| -------------- | -------------------------- |
| Сельских общин | 20 766 (12 401)            |
| Казённая       | 2032 (651)                 |
| Другая         | 361 (225)                  |
| Всего          | 23 159 (13 277)            |

Поселения:
- Кривой Рог — местечко при реках Ингулец и Саксагань в 130 вёрстах от уездного города, 3745 человек, 800 дворов, церковь православная, еврейский молитвенный дом, школа, земская почтовая станция, 12 лавок, 3 постоялых двора, 4 ярмарки в год: 9 марта, 9 мая, 15 сентября, 26 октября, торжище по понедельникам, торжки ежедневно.
- Александров Дар — село у реки Ингулец, 1226 человек, 214 дворов, церковь православная, камера мирового судьи, лавка.
- Ново-Житомир — колония евреев при пруде, 487 человек, 60 дворов, еврейский молитвенный дом, земская почтовая станция, лавка.
- Новый Кривой Рог — село у реки Ингулец, 550 человек, 52 двора.

### На 1890 год
Входила во второй стан Херсонского уезда. Состояла из 8 селений в составе 1727 дворов. Население в пределах волостной территории 12 376 человек (6125 мужского пола и 6251 женского).